# NGC 784
NGC 784 este o low-surface-brightness galaxy⁠(d) situată în constelația Triunghiul. A fost descoperită în 20 septembrie 1865 de către Heinrich Louis d'Arrest. Se află la o distanță de 5,37 megaparseci de Pământ.